# بالاو سابارديرا
بلدية بالاو سابارديرا (بالإسبانية: Palau Sabardera) هي بلدية تقع في مقاطعة جرندة التابعة لمنطقة كتالونيا شمال شرق إسبانيا.

## الديموغرافيا
بلغ عدد سكان بلدية بالاو سابارديرا 1.488 نسمة عام 2011 (وفقاً للمعهد الوطني الإسباني للإحصاء).
| 753 | 914 | 975 | 1.178 | 1.300 | 1.451 | 1.488 |